# Ivan Zjatyk
Ivan Zjatyk (in ucraino Іван Зятик?; Sanok, 26 dicembre 1899 – Tajšet, 17 maggio 1952) è stato un presbitero ucraino appartenente alla Congregazione del Santissimo Redentore, vittima della persecuzione dei cristiani in URSS e prigioniero del Gulag.
Papa Giovanni Paolo II lo dichiarò martire e lo proclamò beato nel 2001.

## Biografia
Nacque da una famiglia contadina. Frequentò il ginnasio dal 1911 al 1919 e terminò gli studi al seminario diocesano nel 1923 viene ordinato sacerdote. Dal 1925 al 1935 fu prefetto in seminario e direttore spirituale al ginnasio femminile di Przemyśl. Il 15 giugno 1935 entra nella congregazione dei redentoristi. Arrestato nel 1950 assieme ad altri 58 redentoristi, è condannato a 10 anni di gulag nel lager speciale n. 7 presso Tajšet. Il Venerdì Santo del 1952 viene sottoposto a pesanti torture che lo portano alla morte dopo tre giorni, il 17 maggio 1952.
Beatificato il 27 giugno 2001 in occasione della visita di papa Giovanni Paolo II in Ucraina.